# 環節 (組織)
环节（羅馬化：Zveno），又譯茲韋諾、联结，是1927年保加利亞陆军军官創建的軍事政治組織。该组织與同名報紙《环节》有关联。
环节鼓吹國家主義和統制經濟，反对政党政治，並對抗馬其頓解放運動組織马其顿内部革命组织的恐怖行動。 环节與在1923年政變中殺害亞歷山大·斯塔姆博利伊斯基首相的秘密軍人同盟密切合作。
1934年，环节的反王派军官Damyan Velchev上校和基蒙 · 基蒙·格奧爾基耶夫上校夺取政权。 格奧爾基耶夫成为首相。格奧爾基耶夫解散了所有政党和工会，公开攻击IMRO。 环节政府模仿贝尼托·墨索里尼的義大利，引介統制經濟。 反對环节的国王鲍里斯三世，透過环节中的保王派彼得·茲拉特夫 發動反政變。1935年1月，茲拉特夫成為首相。同年4月，平民Andrey Toshev取代茲拉特夫成為首相。  在1934年政變後，环节的支持者宣布將尋求與法国结盟，并致力將保加利亚加入大南斯拉夫 ，一个包括保加利亚和阿尔巴尼亚在内的完整的南斯拉夫。
1943年，环节加入了反轴心的祖国阵线。 1944年9月，祖国阵线在保加利亚共产党领导的下，發動起义，夺取政权，格奥尔基耶夫成为首相，Vechev成为国防大臣。他们设法与苏联签署了停火协议。
1946年， Vechev辞职以抗议共产黨的行动，而格奥尔基耶夫则在由保加利亚成为人民共和国後，由共产党领导人格奥尔基·季米特洛夫繼任。格奥尔基耶夫在政府任职至1962年。但环节于1949年解散，完全溶入祖国阵线。